# Villarejo Seco
Villarejo Seco es una localidad española del municipio de Villar de Olalla, perteneciente a la provincia de Cuenca, en la comunidad autónoma de Castilla-La Mancha.

## Geografía
Confina con las siguientes localidades:
- Al norte con Abia de la Obispalía.
- Al este con Barbalimpia.
- Al sureste con Fresneda de Altarejos.
- Al sur con Altarejos.
- Al suroeste con Poveda de la Obispalía.
- Al oeste con Huerta de la Obispalía.

## Historia
Así se describe a Villarejo Seco en el tomo XVI del Diccionario geográfico-estadístico-histórico de España y sus posesiones de Ultramar, obra impulsada por Pascual Madoz a mediados del siglo XIX:

Villa con ayuntamiento en la provincia, diócesis y partido judicial de Cuenca (4 leguas), audiencia territorial de Albacete (21) y capitanía general de Castilla la Nueva (Madrid 26); Situada al pie de 2 cerros y entre barrancos; su clima es algo frío, bien ventilado y propenso a calenturas intermitentes. Consta de 40 casas de pobre construcción, inclusa la de ayuntamiento y pósito; calles irregulares y mal empedradas; la fuente de que se surte el vecindario se halla a la orilla del pueblo; en el término hay otras varias; la iglesia parroquial (San Julián y Santa Basilia) es aneja de la de Abia y está servida por un teniente. El término confina por N con el de Abia; E Barbalimpia; S Altarejos, y O Poveda; la cabida del terreno es de 1.200 fanegas, labrándose solo 400 de mala calidad; lo restante del término se halla poblado de roble bajo, romero y otros arbustos; le cruza un arroyo en dirección O, el cual se incorpora con el Záncara; se seca con mucha frecuencia por su escaso caudal; los caminos son locales y malos. Producciones: trigo, cebada, centeno, avena, uvas, algunas legumbres y hortalizas; se cría ganado lanar y cabrío; caza de liebres, perdices y conejos. Industria: la agrícola. Comercio: la venta del sobrante de sus producciones y el cambio de estos por artículos de consumo diario. Población: 38 vecinos, 151 almas. Capital productivo: 526.100 reales. Imponible: 26.305. El presupuesto municipal asciende a 1.500 reales, y se cubre con el producto de fincas de propios.
Diccionario geográfico-estadístico-histórico de España y sus posesiones de Ultramar

## Demografía
| Gráfica de evolución demográfica de Villarejo Seco entre 1842 y 1970 |
| |
| Población de derecho según los censos de población del INE Población de hecho según los censos de población del INEEntre el censo de 1981 y el anterior, este municipio desaparece porque se integra en el municipio 6263 (Villar de Olalla) |

Evolución de la población
| Gráfica de evolución demográfica de Villarejo Seco entre 2000 y 2017 |
|                                                                      |
| Población de derecho (2000-2017) según el padrón municipal del INE   |

## Patrimonio
Hay una iglesia dedicada a san Julián y santa Basilisa.